# سالي بلومفيلد
سالي بلومفيلد (بالإنجليزية: Sally Bloomfield)‏ هي مجدفة بريطانية، ولدت في 3 يونيو 1956 في لندن في المملكة المتحدة.

## وصلات خارجية
- سالي بلومفيلد على موقع الاتحاد الدولي للتجديف (الإنجليزية)
- سالي بلومفيلد على موقع أوليمبيديا (الإنجليزية)